# Adolf Mathis
Adolf «Dölf» Mathis (* 22. Mai 1938 in Oberrickenbach; † 19. Februar 2021) war ein Schweizer Skirennfahrer.

## Biografie
Mathis wuchs als ältester Sohn mit sechs Geschwistern auf der Liegenschaft Fell in Oberrickenbach auf. Die Schule besuchte er in seinem Heimatdorf. Mit 15 Jahren gewann er den Slalom beim Nidwaldner Verbandsrennen. Als 17-Jähriger errang er in seinem ersten internationalen Einsatz einen Erfolg: Beim Internationalen FIS-Juniorenrennen 1955 in Innsbruck sicherte er sich jeweils den ersten Platz im Slalom und in der Kombination gegen eine starke Konkurrenz, unter der sich auch Karl Schranz befand. Danach gewann er bei den Junioren-Schweizer-Meisterschaften 1956 in Gstaad den Slalom und den Riesenslalom.
1958 fuhr Mathis bei den Weltmeisterschaften in Bad Gastein auf den sechsten Platz im Slalom. 1959 nahm er an den Schweizer Meisterschaften in Engelberg Georges Schneider den Slalomtitel ab, den er dann bis 1964 sechsmal in Folge verteidigte. In den Jahren 1960 und 1964 wurde er vom nationalen Verband für die Olympischen Spiele in Squaw Valley und Innsbruck nominiert. In Innsbruck 1964 gehörte er im Slalom zu den Favoriten und belegte den sechsten Platz. 1961 erreichte Mathis hinter Pepi Stiegler den zweiten Platz im Lauberhornslalom in Wengen. Ein Jahr darauf gewann er dieses Rennen. 1963 erreichte er im Slalom in Kitzbühel den dritten Rang. 1973 wurde er im militärischen Dreikampf (Schiessen, Riesenslalom und Langlauf) Schweizer Meister.
Im August 1964 wurde Mathis zum Wildhüter des Kantons Nidwalden gewählt. Bis zu seiner Pensionierung im Jahr 2003 betreute er das Jagdbanngebiet Huetstock. Er galt als profunder Kenner vom Gämswild und war auch als Wildkontrolleur tätig. Im Film Der Wildhüter am Brisen spielte er eine Hauptrolle.

## Auszeichnungen
- Schweizer Sportler des Jahres 1962